# Новое-на-Лухте
Новое-на-Лухте — деревня в Грязовецком районе Вологодской области.
Входит в состав Комьянского муниципального образования, с точки зрения административно-территориального деления — в Комьянский сельсовет.
Расположена на реке Лухта. Расстояние по автодороге до районного центра Грязовца — 21,3 км, до центра муниципального образования Хорошево — 6 км.

## Население
| 2010 |
| ---- |
| 0    |

По переписи 2002 года население — 2 человека.